# Váraszó
Váraszó is een plaats (község) en gemeente in het Hongaarse comitaat Heves. Váraszó telt 597 inwoners (2002).